# Lactarius fallax
Lactarius fallax é uma espécie de fungo da família de cogumelos Russulaceae. Os corpos de frutificação produzidos pelo fungo são de tamanho médio, com um "chapéu" aveludado, de coloração marrom escura e que pode medir até 9 centímetros de diâmetro. Os chapéus são sustentados por um "tronco" também aveludado que atinge até 6 cm de altura e 1,5 cm de espessura. O cogumelo libera um látex esbranquiçado quando ele é cortado, e o tecido lesado, eventualmente, fica com uma tonalidade cor de vinho. Apenas uma variedade foi descrita, a Lactarius fallax var. concolor, que difere da principal apenas na cor das bordas das lamelas, que é a mesma da de suas faces.
Encontrada em florestas de píceas e coníferas, é uma espécie bastante comum no noroeste do Pacífico na América do Norte, com uma abrangência que se estende em sentido norte até o Alasca. Como todas as espécies do gênero Lactarius, L. fallax forma micorrizas, uma associação simbiótica mutuamente benéfica com vários tipos de plantas. Estudos sugerem que esse cogumelo forma uma simbiose deste tipo com a conífera Tsuga heterophylla. A espécie Lactarius lignyotus, encontrada no leste da América do Norte e na Europa, é muito similar na aparência, mas pode ser diferenciada de L. fallax pela sua área de distribuição.

## Taxonomia e classificação
A espécie Lactarius fallax foi originalmente descrita pelos micologistas norte-americanos Alexander H. Smith e Lexemuel Ray Hesler em uma publicação de 1962. Smith fez a coleção inicial no final de outubro de 1944, em Rhododendron, Oregon. A publicação também descreveu a variedade Lactarius fallax var. concolor com base em espécimes coletados em Monte Hood. De acordo com Smith e Hesler, esta variedade tinha sido até então identificada como Lactarius lignyotus no noroeste do Pacífico. Eles descreveram a variedade L. lignyotus var. americanus para explicar as diferenças como a "ornamentação dos esporos, as lamelas espaçadas na maturidade e o sabor típico ligeiramente azedo". No entanto, na monografia deles de 1979 sobre as espécies norte-americanas de Lactarius, consideraram L. lignyotus var. americanus como equivalente (e, portanto, sinônimo) de L. fallax var. concolor.
O epíteto específico "fallax" é derivado do termo em latim que significa "enganoso". O cogumelo é comumente conhecido nos países de língua inglesa como "velvety milk cap". L. fallax é classificado na seção Plinthogalus no subgênero de mesmo nome, do gênero Lactarius. Espécies nesta seção tem os chapéus de cor marrom ou preta e com uma cutícula que contém um pigmento marrom dissolvido. A cutícula da maioria das espécies é do tipo trichoderma, na qual as hifas ultraperiféricas surgem aproximadamente paralelas, como pêlos, perpendiculares à superfície do chapéu.

## Descrição

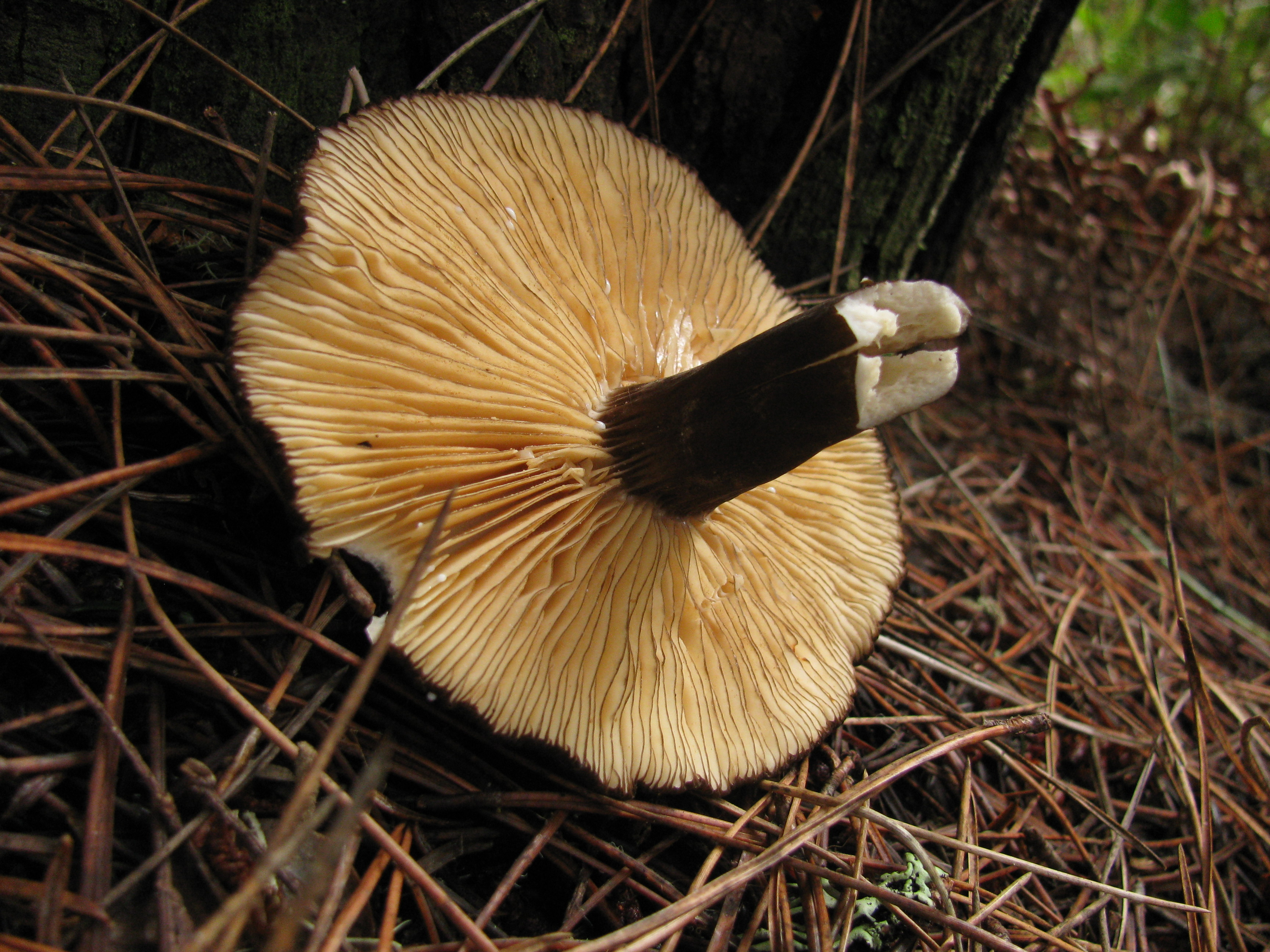
Face inferior do chapéu de um exemplar da variedade principal. É possível ver as lamelas cor de creme.

O píleo - o "chapéu" do cogumelo - do L. fallax mede de 3 a 9 centímetros de largura, variando na forma de convexo a quase plano com um pequeno umbo, que se expande de forma plana ou ficando levemente deprimido, com ou sem o umbo. As bordas do chapéu são achatadas ou onduladas. A superfície do píleo é seca e aveludada, finamente enrugada sobre o centro, azonata (sem linhas concêntricas) e coberta com uma espécie de "fuligem" marrom escura ou preta. As lamelas são anexadas a subdecorrentes (se prolongam um pouco abaixo do comprimento do tronco), estreitas, abundantes, sem bifurcações, brancas no início e cor de creme a medida que o cogumelo envelhece. As bordas das lamelas são marrons como o chapéu, e lentamente se mancham de cor de vinho quando danificadas. Existem vários níveis de lamélulas (lamelas curtas que não se estedem até o tronco) intercaladas entre as lamelas propriamente ditas.
A estipe ou tronco mede 2,5 a 6 cm de comprimento e 8 a 15 mm de espessura, quase igual em toda a sua extensão. É seco, sólido, sem polimento ou aveludado, e possui um tom de marrom mais pálido do que o do chapéu. A carne é fina, frágil, de coloração vinhosa pálida. O odor não é característico e seu sabor é suave ou ligeiramente azedo. O látex - a substância leitosa produzida pelo cogumelo - é abundante, branco quanto exposto ao ar ambiente, imutável e mancha levemente a carne e as lamelas com uma cor de vinho. A impressão de esporos, uma técnica usada na identificação de fungos, é amarelada. A comestibilidade do cogumelo não foi documentada oficialmente. A espécie é uma das várias marrons e pretas do gênero Lactarius que são, de acordo com o micologista norte-americano David Arora, "notáveis por sua beleza e, portanto, capazes de atrair a atenção até mesmo de um coletor [de cogumelos] casual".
A única variedade existente de L. fallax (descrita em 1962) é Lactarius fallax var. concolor. Ela é quase idêntica à espécie principal na aparência e na distribuição geográfica, mas tem as bordas das lamelas da mesma cor de suas faces.

### Características microscópicas
Os esporos são esféricos e ornamentados com verrugas e cristas que formam um retículo parcial (padrão de linhas semelhante a uma rede) com proeminências de até 2 micrômetros (µm) de altura. Os esporos são hialinos (translúcidos) e amiloides, o que significa que absorvem o iodo quando corados com o reagente de Melzer; medem 7,5 a 10,0 por 7 a 9,5 µm. A cutícula do chapéu é um tricoderma. Os basídios, as células portadoras de esporos, possuem quatro esporos cada, medem 38 a 56 por 10 a 13 µm e ficam hialinos quando colocados em uma solução diluída de hidróxido de potássio (KOH). Há abundância de queilocistídios (cistídios na borda das lamelas), com conteúdos que variam na cor do amarelo encardido à aparência hialina quando colocado no KOH. Eles medem 32 a 50 por 3 a 6 micrômetros, e tem a forma mais ou menos de um fuso (cônico em cada extremidade) ou semelhante a um cilindro; podem ainda ser flexuosos (enrolados de lado a lado). Os pleurocistídios - cistídios da face lamelar - tem 2,5 a 5 µm de diâmetro e são filamentosos e dispersos.

### Espécies similares
Lactarius lignyotellus e L. lignyotus são semelhantes a L. fallax, e todas estas três espécies estão associadas com árvores coníferas dos gêneros Picea e Abies; a análise das características microscópicas não é capaz de fazer a distinção entre tais fungos. L. lignyotus, espécie descrita em 1855 pelo micologista sueco Elias Magnus Fries e que também pertence ao subgênero Plinthogalus, tem uma distribuição restrita ao leste da América do Norte e à Europa. Lactarius pseudomucidus, descrito por Hesler e Smith 17 anos após a identificação do L. fallax, é um outro cogumelo Lactarius que possui um chapéu marrom escuro, mas se diferencia por ter píleo e estipe viscosos e lisos (não aveludados).  Seu píleo pode medir até 10 cm de diâmetro e a impressão de esporos tem uma tonalidade amarela a marrom. Outra espécie do mesmo gênero, e com a mesma cor de chapéu, encontrada no leste dos Estados Unidos é L. gerardii; que possui lamelas brancas espaçadas entre si, que descem em direção ao tronco. Já L. fuliginellus, que prefere crescer perto de madeiras-de-lei, apresenta lamelas próximas umas das outras.

## Ecologia, habitat e distribuição

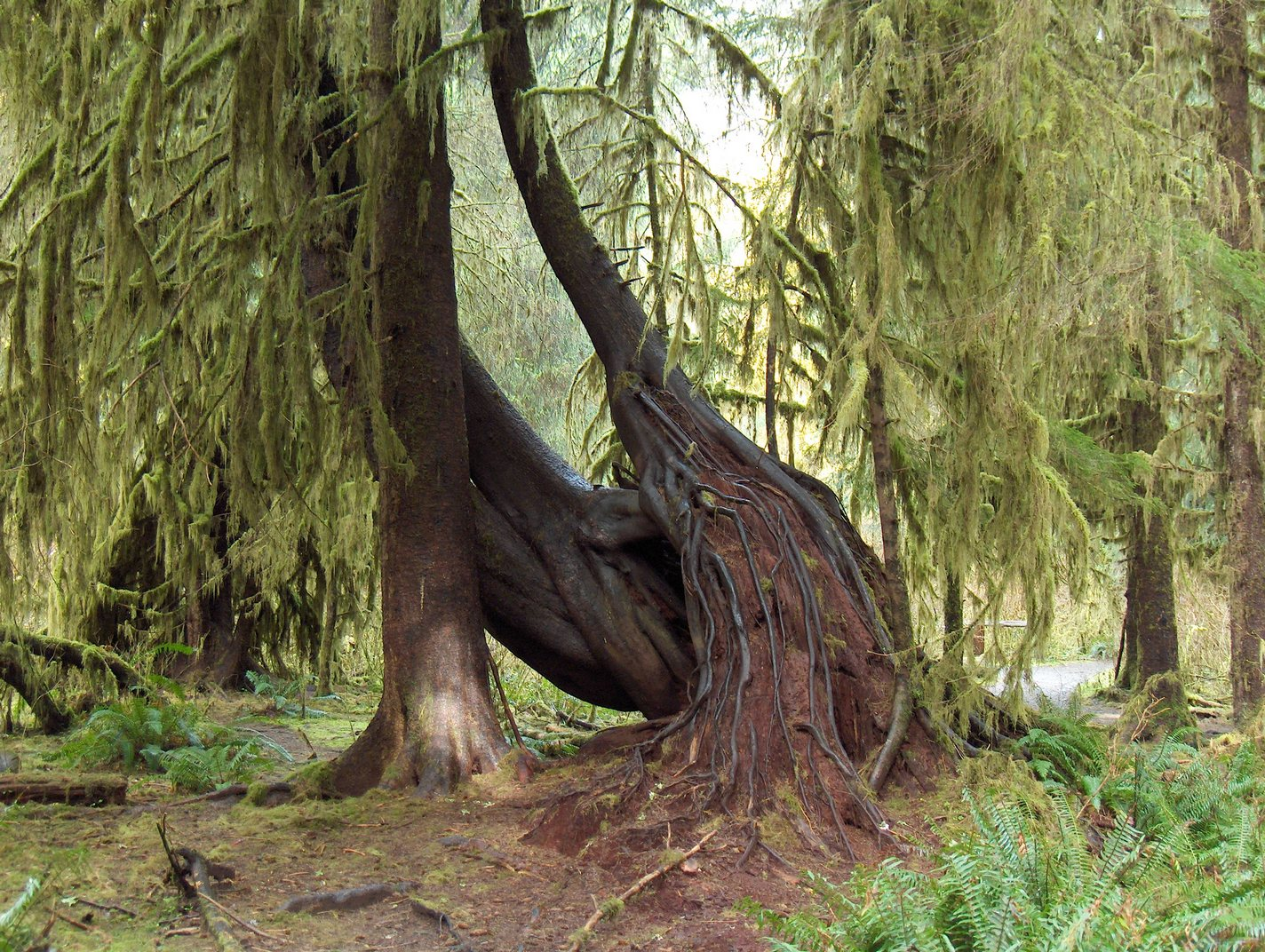
Tronco e raízes de uma Tsuga heterophylla. L. fallax pode formar micorrizas com esta árvore.

Como todas as espécies do gênero Lactarius, L. fallax forma micorrizas, uma associação simbiótica mutuamente benéfica com várias espécies de plantas. As ectomicorrizas garantem ao cogumelo compostos orgânicos importantes para a sua sobrevivência oriundos da fotossíntese do vegetal; em troca, a planta é beneficiada por um aumento da absorção de água e nutrientes graças às hifas do fungo. A existência dessa relação é um requisito fundamental para a sobrevivência e crescimento adequado de certas espécies de árvores, como alguns tipos de coníferas.
Os corpos frutíferos de L. fallax crescem, dispersos ou em grupos, sobre o solo ou em toras podres de coníferas em áreas alpinas sob coníferas de pé. Eles são bastante comuns e tipicamente encontrados entre os meses de agosto e outubro. L. fallax está distribuído no oeste dos Estados Unidos e do Canadá, estendendo-se em sentido norte até o Alasca; a área de abrangência é delimitada a leste pelas Grandes Planícies. Observações de campo sugerem que o fungo pode formar associações ectomicorrízicas com Tsuga heterophylla. Hesler e Smith observaram que a variedade concolor foi a mais prevalente associada a espécies de abetos. Esta variedade também já foi coletada na área do Parque Nacional Olympic, localizado no estado de Washington, nos Estados Unidos.